# Федосюк Арсеній Миколайович
Арсе́ній Микола́йович Федосю́к (позивний — Процес, м. Біла Церква, Київська область) — український історик, військовослужбовець полку «Азов» Національної гвардії України, учасник російсько-української війни. Чоловік Юлії Федосюк.

## Життєпис

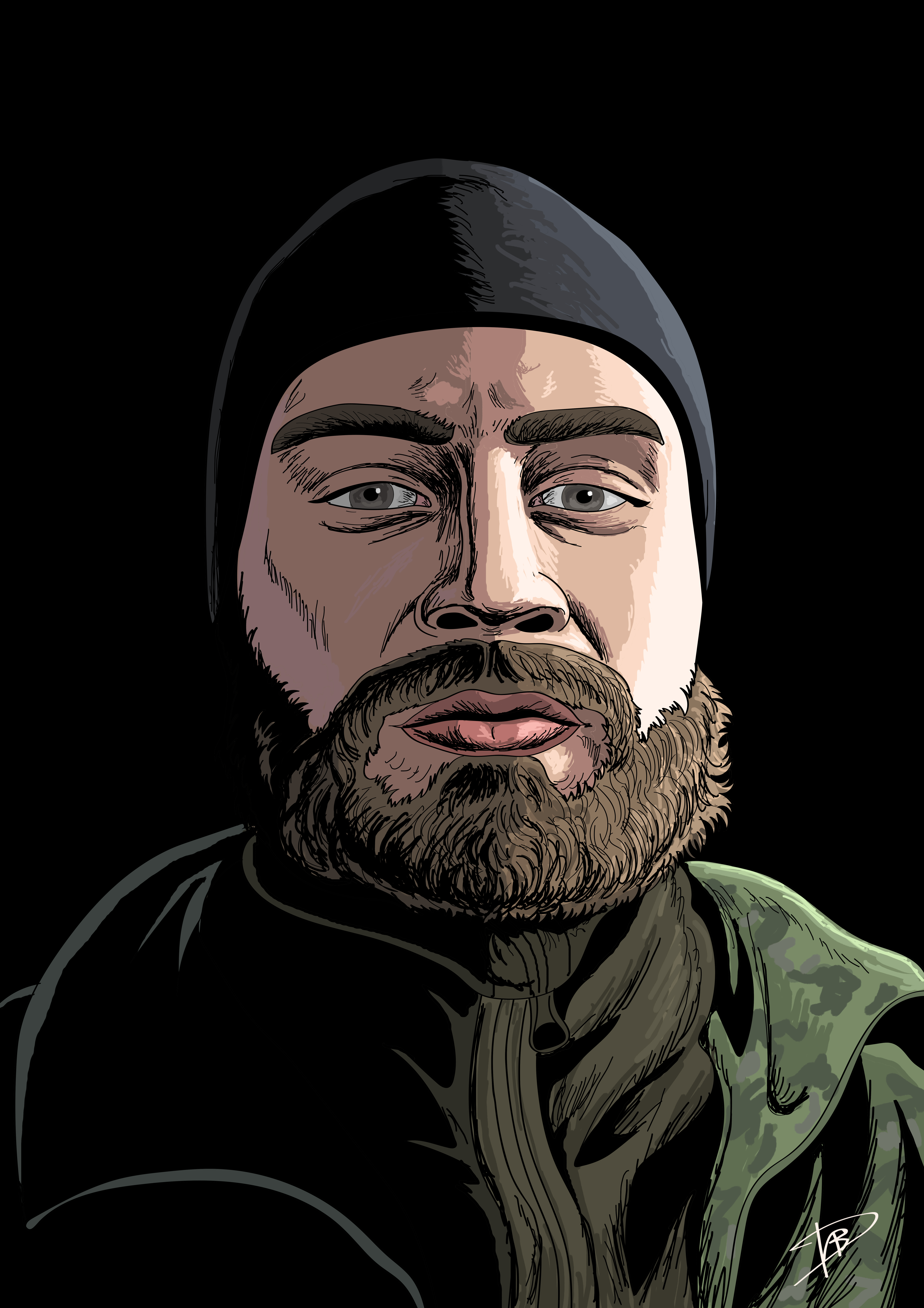
Арсеній Федосюк. Робота Андрія Данковича

Арсеній Федосюк народився в місті Білій Церкві на Київщині.
У 2008 році вступив на факультет гуманітарних наук Національного університету «Києво-Могилянська академія», спеціальність — історія.
Закінчив Національний університет «Києво-Могилянська академія» (2014).
Активний учасник Революції гідности. У 2014 році брав участь у боях за Іловайськ у ході російсько-української війни.
З початком російського вторгнення в Україну 2022 року разом із побратимами обороняє Маріуполь. Спочатку був у складі групи полку «Азов», яка обороняла правий берег міста від російських окупантів. Згодом завдяки успішній контратаці вони з'єдналися з основною частиною полку на «Азовсталі». У боях Арсенію уламок снаряда пробив ногу.
11 травня 2022 року Папа Римський Франциск зустрівся у Ватикані з дружинами бійців полку «Азов» Катериною Прокопенко та Юлією Федосюк.
31 грудня 2022 року повернувся з російського полону.

## Сім'я
Одружений з українською активісткою Юлією Федосюк